# Vincent Lecavalier
Vincent Lecavalier (* 21. dubna 1980 Ile Bizard, Québec, Kanada) je bývalý kanadský hokejový útočník.

## Hráčská kariéra
V roce 1998 byl draftován týmem Tampa Bay Lightning na celkově prvním místě. V roce 2004 vyhrál Stanley Cup po finálovém sedmizápasovém boji s Calgary Flames. V sezóně 2006/07 se stal nejlepším střelcem ligy. Patří k hráčům s nejlepší střelou zápěstím na světě.
Od sezony 2013-14 hrál v NHL za tým Philadelphia Flyers, kam z Tampy, kde působil od roku 1998, v červenci 2013 přestoupil. Po třech sezónách ve Philadelphia Flyers byl vyměněn do Los Angeles Kings, kde také ukončil po 17 sezónách v NHL svou kariéru.

## Klubové statistiky
| Sezona                 | Klub                    | Soutěž       | Základní část | Základní část | Základní část | Základní část | Základní část | Play off | Play off | Play off | Play off | Play off |
| Sezona                 | Klub                    | Soutěž       | Z             | G             | A             | B             | TM            | Z        | G        | A        | B        | TM       |
| ---------------------- | ----------------------- | ------------ | ------------- | ------------- | ------------- | ------------- | ------------- | -------- | -------- | -------- | -------- | -------- |
| 1994–95                | Notre Dame Hounds       | SHA          | 50            | 38            | 42            | 80            | —             | —        | —        | —        | —        | —        |
| 1995–96                | Notre Dame Hounds       | SHA          | 22            | 52            | 52            | 104           | —             | —        | —        | —        | —        | —        |
| 1996–97                | Rimouski Océanic        | QMJHL        | 64            | 42            | 61            | 103           | 38            | 4        | 4        | 3        | 7        | 2        |
| 1997–98                | Rimouski Océanic        | QMJHL        | 58            | 44            | 71            | 115           | 117           | 18       | 15       | 26       | 41       | 46       |
| 1998–99                | Tampa Bay Lightning     | NHL          | 82            | 13            | 15            | 28            | 23            | —        | —        | —        | —        | —        |
| 1999–00                | Tampa Bay Lightning     | NHL          | 80            | 25            | 42            | 67            | 43            | —        | —        | —        | —        | —        |
| 2000–01                | Tampa Bay Lightning (C) | NHL          | 68            | 23            | 28            | 51            | 66            | —        | —        | —        | —        | —        |
| 2001–02                | Tampa Bay Lightning     | NHL          | 76            | 20            | 17            | 37            | 61            | —        | —        | —        | —        | —        |
| 2002–03                | Tampa Bay Lightning     | NHL          | 80            | 33            | 45            | 78            | 39            | 11       | 3        | 3        | 6        | 22       |
| 2003–04                | Tampa Bay Lightning     | NHL          | 81            | 32            | 34            | 66            | 52            | 23       | 9        | 7        | 16       | 25       |
| 2004–05                | Ak Bars Kazaň           | RSL          | 30            | 7             | 9             | 16            | 78            | 4        | 1        | 0        | 1        | 6        |
| 2005–06                | Tampa Bay Lightning     | NHL          | 80            | 35            | 40            | 75            | 90            | 5        | 1        | 3        | 4        | 7        |
| 2006–07                | Tampa Bay Lightning     | NHL          | 82            | 52            | 56            | 108           | 44            | 6        | 5        | 2        | 7        | 10       |
| 2007–08                | Tampa Bay Lightning     | NHL          | 81            | 40            | 52            | 92            | 89            | —        | —        | —        | —        | —        |
| 2008–09                | Tampa Bay Lightning (C) | NHL          | 77            | 29            | 38            | 67            | 54            | —        | —        | —        | —        | —        |
| 2009–10                | Tampa Bay Lightning (C) | NHL          | 82            | 24            | 46            | 70            | 63            | —        | —        | —        | —        | —        |
| 2010–11                | Tampa Bay Lightning (C) | NHL          | 65            | 25            | 29            | 54            | 43            | 18       | 6        | 13       | 19       | 16       |
| 2011–12                | Tampa Bay Lightning (C) | NHL          | 64            | 22            | 27            | 49            | 50            | —        | —        | —        | —        | —        |
| 2012–13                | Tampa Bay Lightning (C) | NHL          | 39            | 10            | 22            | 32            | 29            | —        | —        | —        | —        | —        |
| 2013–14                | Philadelphia Flyers     | NHL          | 69            | 20            | 17            | 37            | 44            | 7        | 1        | 1        | 2        | 2        |
| 2014–15                | Philadelphia Flyers     | NHL          | 57            | 8             | 12            | 20            | 36            | —        | —        | —        | —        | —        |
| 2015–16                | Philadelphia Flyers     | NHL          | 7             | 0             | 1             | 1             | 2             | —        | —        | —        | —        | —        |
| 2015–16                | Los Angeles Kings       | NHL          | 42            | 10            | 7             | 17            | 20            | 5        | 1        | 1        | 2        | 2        |
| Celkem v NHL           | Celkem v NHL            | Celkem v NHL | 1212          | 421           | 528           | 949           | 848           | 75       | 26       | 30       | 56       | 84       |
| Konec hokejové kariéry |                         |              |               |               |               |               |               |          |          |          |          |          |

### Reprezentační statistiky
| 1998                   | Kanada                 | MSJ                    | 7  | 1 | 1  | 2  | 4  |
| 2001                   | Kanada                 | MS                     | 7  | 3 | 2  | 5  | 29 |
| 2004                   | Kanada                 | SP                     | 6  | 2 | 5  | 7  | 8  |
| 2006                   | Kanada                 | OH                     | 6  | 0 | 3  | 3  | 16 |
| Juniorská část kariéry | Juniorská část kariéry | Juniorská část kariéry | 7  | 1 | 1  | 2  | 4  |
| Seniorská část kariéry | Seniorská část kariéry | Seniorská část kariéry | 19 | 5 | 10 | 15 | 53 |